# Światła (serial telewizyjny)
Sygnalizacja świetlna – rosyjski komediowy serial telewizyjny, sitcom, remake izraelskiego serialu telewizyjnego pod takim samym tytułem. Producentem jest kompania Yellow, Black and White. Był emitowany na kanale STS od 28 marca 2011 r. do 17 marca 2016 roku.
W sezonie 2016/2017 telewizji rosyjskiej, na kanale „Cze” zaplanowano premierę spin-offu serialu ze wstępnym tytułem „Towarzysze mężczyźni”.

## Fabuła
Slogan serialu: Mężczyźni dzielą się na trzy typy. Właśnie o nich zamierzamy opowiedzieć.
Akcja toczy się wokół trzech, trzydziestoletnich mężczyzn, jeden z nich jest singlem, drugi spotyka się z kobietą, a trzeci jest żonaty. W ciągu trwania serialu mężczyźni wpadają w różne zabawne sytuacje związane z ich życiem prywatnym i nie tylko (zamieniają się nawet miejscami). Sezon pierwszy i część drugiego całkowicie pokrywa się z izraelskim prototypem. Następne sezony odbiegają już od oryginału, zostały stworzone przez rosyjskich scenarzystów.

## Główni bohaterzy[1]

### Wsiewolod Baranow
Symbolizuje go kolor czerwony. Ma 36 lat, żonę Tamarę Orłową-Baranową, córkę Daszę. W 60. odcinku rozwodzi się z żoną po tym, jak zdradził ją z atrakcyjną panią psycholog, w 80. odcinku znów wraca do żony i w 102. ponownie biorą ślub. Początkowo miał sklepik z zabawnymi gadżetami, następnie sprzedaje go i kupuje, na spółkę z Edikiem, sklep z elitarną włoską hydrauliką. Zatrudnia teścia Paszy. W 113. odcinku okazuje się, że wraz z Tamarą oczekują dziecka. W 120 dowiadujemy się, że będą to trojaczki. W 140 odcinku zostaje tatą już nie jednej córeczki, lecz dwóch, oraz dwóch synów. W 8 sezonie kandyduje na deputata Mytiszkinskoj Dumy, lecz w 160 odcinku przegrywa wybory.

### Paweł Kalaczow
Symbolizuje go kolor żółty. Ma 35 lat. W początkowych epizodach spotyka się z Olesią, w 24 odcinku biorą ślub. Pracował jako reżyser korporatywów, w 92 odcinku jest prowadzącym programu „dzień dobry”. W 80 odcinku rodzi mu się syn, Dmitrij. W 120 odcinku postanawiają wspólnie z żoną kupić 4-pokojowe mieszkanie i postarać się o następne dziecko. Podczas emisji 7 sezonu kłóci się z Olesią, początkowo przez to, że nie poświęca jej za dużo czasu i wszystko robią według grafiku. Następnie Olesia idzie do pracy nie uzgodniwszy tego wcześniej z mężem, a Paweł trafia do więzienia. Z powodu zazdrości Pawła o przyjaciela żony niemalże dochodzi do rozwodu, jednakże w 140 odcinku godzą się, gdy widzą, że ich synek zaczyna chodzić.

### Edward Sierow
Symbolizuje go kolor zielony. Ma 37 lat, wieczny kawaler. Długotrwałe związki są w jego przypadku rzadkością, chociaż spotykał się przez długi czas z Nastią (1 sezon) i Julią (7 sezon). Pracował na wielu stanowiskach (pracownik stacji benzynowej, kontroler zmiany w „KFC”, IT-dyrektor, model aktów). Przyjaźni się z Paszą (Paweł) i Siewą (Wsiewolod) od pierwszej klasy podstawówki. Zaczyna spotykać się z siostrą Tamary – Lizą, która w dzieciństwie była gruba i brzydka. Oświadcza się jej w 82 odcinku, biorą ślub w 89, rozwodzą w 100 odcinku, przez to, że zdradziła go tuż przed ich ślubem (później okazuje się, że wcale tak nie było). W ciągu trwania kolejnych odcinków widać, że młodzi wciąż się kochają. Pod koniec 6 sezonu adoptuje znajomego wychowanka z domu dziecka, Wanię. W pierwszym odcinku 8 sezonu znów zaczyna spotykać się z Lizą. W 8 sezonu Edik (Edward) postanawia zająć się muzyką, zwalnia się ze sklepu hydraulicznego i kupuje studio dźwiękowe. W 160 odcinku proponuje Lizie postarać się o dziecko.

### Ukochane bohaterów

#### Tamara Baranowa (Orłowa)
Żona Wsiewołoda, pracuje jako dziennikarka. Przez 9 lat jest żoną Siewy (Wsiewołoda), w 13 odcinku zdaje sobie sprawę, że ich małżeństwo jest nietrwałe. Przez długi czas chodzą do rodzinnej psycholog, z którą właśnie zdradza ją mąż. Rozwodzą się. W 60 odcinku zdaje sobie sprawę, że nadal kocha Siewę, w 80 odcinku wraca do niego. W 120 ponownie biorą ślub, a w 113 zachodzi w ciążę z trojaczkami. W 140 odcinku rodzi trójkę maluchów.

#### Olesia Kalaczowa
Narzeczona, a później żona Pawła Kalaczowa. Jej nazwisko rodowe to Kowalenko. Ma 27 lat i pracuje jako stewardesa. Pochodzi z Berdiańska ma ukraińskie korzenie. Wychodzi za mąż za Paszę (Pawła) w 24 odcinku (półtora roku od poznania). Pod koniec 2 sezonu zachodzi w ciążę, w 80 odcinku rodzi się synek, którego nazywają Dimą.

#### Elizawieta Orłowa
Młodsza siostra Tamary, pojawia się w 4 sezonie. Uciekła z domu z mężczyzną, który był 15 lat starszy od niej. Mieszkała z nim przez 5 lat w Grecji. Zdradził ją z jej najlepszą przyjaciółką, więc spaliła jego ferrari, za co deportowali ją do Rosji. Pierwszego dnia przespała się z Edikiem i od razu go zostawiła. Od tamtej pory cały czas się o nią stara, ona też nie pozostaje obojętna. Wychodzi za niego za mąż w 89 odcinku, rozwodzą się w 100. Wracają do siebie w 141 odcinku.

#### Tatiana
Była koleżanka z pracy Paszy. Prowadzili razem program telewizyjny „Dzień dobry”, była w nim zakochana. Spotykali się, ale w 8 sezonie Edik zostawia ją dla Lizy. Tatiana decyduje się odbić Edika, w 149 odcinku jej plan się ziszcza i Liza zostawia Edika. Jednakże w 150 odcinku za pomocą Wani, Liza i Edik wracają do siebie. W 151 odcinku Tatiana musi zwolnić się z pracy.

### Dzieci

#### Daria Baranowa
Córka Wsiewołoda i Tamary Baranowych, występuje w każdym sezonie. Mimo młodego wieku jest bardzo sprytną i przezorną dziewczynką. Jest uczennicą, uczy się języka angielskiego. Niejednokrotnie udało jej się rozwiązać problemy dorosłych, w szczególności kłótnie między jej rodzicami. Jej najlepszą przyjaciółką jest babcia, ich bliska relacja zaczęła się, kiedy otrzymała od niej iPada. Lubi oglądać kroniki kryminalne i wiadomości. Uczęszcza na kółko teatralne.

#### Dmitrij Kałaczow
Syn Pawła i Olesi Kałaczowych, urodził się w 80 odcinku. Pierwotnie miał otrzymać imię Innokientij. Nauczył się chodzić w 140 odcinku.

#### Iwan (Gurin) Sierow
Wychowanek domu dziecka. Po raz pierwszy pojawia się w 104 odcinku, próbując oderwać lusterko wsteczne z samochodu Eryka. Podoba mu się córka Siewy – Daria. Pod koniec 6 sezonu został adoptowany przez Eryka i otrzymał w prezencie od Lizy psa.

#### Eugenia Baranowa
Córka Wsiewołodowa i Tamary Baranowych. Jedna z trojaczków. Urodziła się w 140 odcinku.

#### Eduard Baranow
Syn Wsiewołodowa i Tamary Baranowych. Jeden z trojaczków. Urodził się w 140 odcinku.

#### Paweł Baranow
Syn Wsiewołodowa i Tamary Baranowych. Jeden z trojaczków. Urodził się w 140 odcinku.

## W rolach głównych

### Główne role
- Aleksander Makogon – Wsiewołod Baranow (od 1 sezonu)
- Irina Nizina – Tamara Baranowa (Orłowa), żona Wsiewołoda (od 1 sezonu)
- Dżemal Tetruashwili – Paweł Kałaczow (od 1 sezonu)
- Olga Medynicz – Olesia Kałaczowa (Kovalenko), żona Pawła (od 1 sezonu)
- Dmitrij Miller – Edward Sierow (od 1 sezonu)
- Eugenia Kaweray – Daria Baranowa, córka Wsiewołoda i Tamary (od 1 sezonu)
- Antonina Komisarowa – Elżbieta Orłowa, siostra Tamary, dziewczyna Edika (od 4 sezonu)

## Dane techniczne

### Zdjęcia
Zdjęcia do „Świateł” przede wszystkim miały miejsce w Moskwie, w studiu, w którym wybudowano specjalne dekoracje ukazujące mieszkania głównych bohaterów. Chociaż sitcom jest kręcony w studiu, to w lutym 2011 roku twórcy projektu nagrywali w Soczi. W tym pięknym kurorcie nagrywali od razu jak największą liczbę scen, kiedy to bohaterowie przyjeżdżali na odpoczynek do Soczi. Zdjęcia te zostały wykorzystane także w ostatnich odcinkach, gdzie Soczi grało wiosenną Moskwę. W maju 2014 roku, gdy rozpoczęły się zdjęcia 7 sezonu, kręcono w Tajlandii, na wyspie koh Chang (ампхе Koh Chang), gdzie swój urlop mają spędzić główni bohaterowie.

### Piosenka tytułowa
Słowa i muzykę do soundtracku serialu zostały stworzone i wykonane Aleksandrem Pusznym. Piosenka tytułowa była odtwarzana jedynie w 1 sezonie.

## Ciekawostki
- „Światła” jest pierwszym sitcomem produkcji STS, w którym nie pojawiają się poza kadrowe sceny śmiechu, i wzbogaconym o większą liczbę „naturalnych” zdjęć.
- Odtwórca roli Siewy – Aleksander Makogon, specjalnie na potrzeby serialu po raz pierwszy w życiu skoczył ze spadochronem, w tandemie z instruktorem[4].
- Do roli Darii (córki Siewy i Tamary) przesłuchano 20 dziewczynek[4].
- W rolę Dimy, nowo narodzonego dziecka Paszy i Olesi wciela się dziewczynka o imieniu Małgorzata, co prawda występuje tylko w głównych scenach, w przypadku pozostałych niemowlaka odgrywa lalka[5].
- W niektórych odcinkach można było usłyszeć fragment sitcomu „Żarciki”, w rzeczywistości piosenka jest częścią serialu.
- W pierwszym odcinku serialu, kiedy Eryk wysyła Paszy wiadomość, widoczna jest data – 28.03.2011. W tym dniu miała miejsce premiera serialu na STS.
- W trakcie napisów końcowych niektórych odcinków pojawiają się piosenki zespołu Schürzenjäger – Virtual Insanity „i” Love Foolosophy.
- Od drugiego do siódmego sezonu telefonicznym dzwonkiem Eryka jest piosenka I’m Too Sexy zespołu Right Said Fred w wersji rockowej.
- W seriale wykorzystywana jest oryginalna ścieżka muzyczna, oprócz piosenki tytułowej.
- Emisja 5 sezonu serialu zaczęła się jednocześnie na Ukrainie i w Rosji, przy czym w ukraińskiej telewizji wyświetlano 2 odcinki z rzędu. Co więcej, premiera szóstego sezonu miała miejsce natychmiast po zakończeniu emisji sezonu piątego, dlatego też odcinki 82-102 wyświetlono na ukraińskim Nowym kanale jeszcze przed ich premierą w Rosji.
- W jednym z odcinków Eryk pragnie zarobić i dlatego też udaje się do biur firm takich jak: Akea, Abbidas, 1СЭ и Андекс, które w rzeczywistości są parodiami firm Ikea, Adidas, 1C i Yandex.
- W winiecie pierwszego sezonu można zauważyć „światła” ubraniach bohaterów, związane ze zmianą ich sytuacji rodzinnej.
- W serialu występuje wielu aktorów, którzy występują razem również w innych produkcjach. Przykładowo, Aleksander Makogon, Olga Tumajkina, Olga Miedynicz, Anna Antonowa brali udział w projekcie kanału TNT „Liga kobiet”.
- W piątym sezonie w rolę Banana (Antoniego Bannikowa) wcielił się sam reżyser „Świateł”, Roman Fokin. Zagrał również seksuologa, bohatera snu Eryka z odcinka 43, a tak że prowadzącego program, który ogląda Pasza w odcinku 105.